# Kelley Armstrong
Kelley Armstrong (ur. 14 grudnia 1968 w Greater Sudbury) – kanadyjska pisarka fantasy.
Do 2006 roku wydała sześć powieści i jedną nowelę, wszystkie zawarte w serii Women of the Otherworld. Kelley ma potwierdzone umowy z wydawcami w Stanach Zjednoczonych, Wielkiej Brytanii i Kanadzie dotyczące wydawania i dystrybucji jej następnych planowanych w serii książek. Napisała także kilka odrębnych nowel i opowiadań, dostępnych do ściągnięcia z jej strony internetowej.

## Życiorys
Kelley Armstrong jest mężatką z trójką dzieci, jej rodzina mieszka w Ontario w Kanadzie. Skończyła psychologię i rozpoczęła studia w dziedzinie programowania. Obecnie zajmuje się pisarstwem i wychowywaniem dzieci.

## Książki

### SeriaWomen of the Otherworld
1. Bitten (2001)
2. Stolen (2002)
3. Dime Store Magic (2004)
4. Industrial Magic (2004)
5. Haunted (2005)
6. Chaotic powieść w antologii Dates from Hell (2006)
7. Broken (2006)

### SeriaNajmroczniejsze Moce
1. Wezwanie (2008) – The Summoning
2. Przebudzenie (2009) – The Awakening
3. Odwet (2010) – The Reckoning

### SeriaMrok Gęstnieje
1. Osaczenie (2011) – The Gathering
2. The Calling (2012)
3. The Rising (2013)

### SeriaCainesville
1. Omens (2014)
2. Visions (2015)
3. Deceptions (2016)
4. Betrayals (2017)
5. Rituals (2018)